# أنتوني بيج
أنتوني بيج (بالإنجليزية: Anthony Page)‏ هو مخرج بريطاني، ولد في 21 سبتمبر 1935 في بنغالور في الهند.

## وصلات خارجية
- أنتوني بيج على موقع IMDb (الإنجليزية)
- أنتوني بيج على موقع ألو سيني (الفرنسية)
- أنتوني بيج على موقع أول موفي (الإنجليزية)
- أنتوني بيج على موقع قاعدة بيانات برودواي على الإنترنت (الإنجليزية)
- أنتوني بيج على موقع قاعدة بيانات الأفلام السويدية (السويدية)
- أنتوني بيج على موقع قاعدة بيانات الفيلم (الإنجليزية)
- أنتوني بيج على موقع كينوبويسك (الروسية)